# Adrian Ludwig Richter

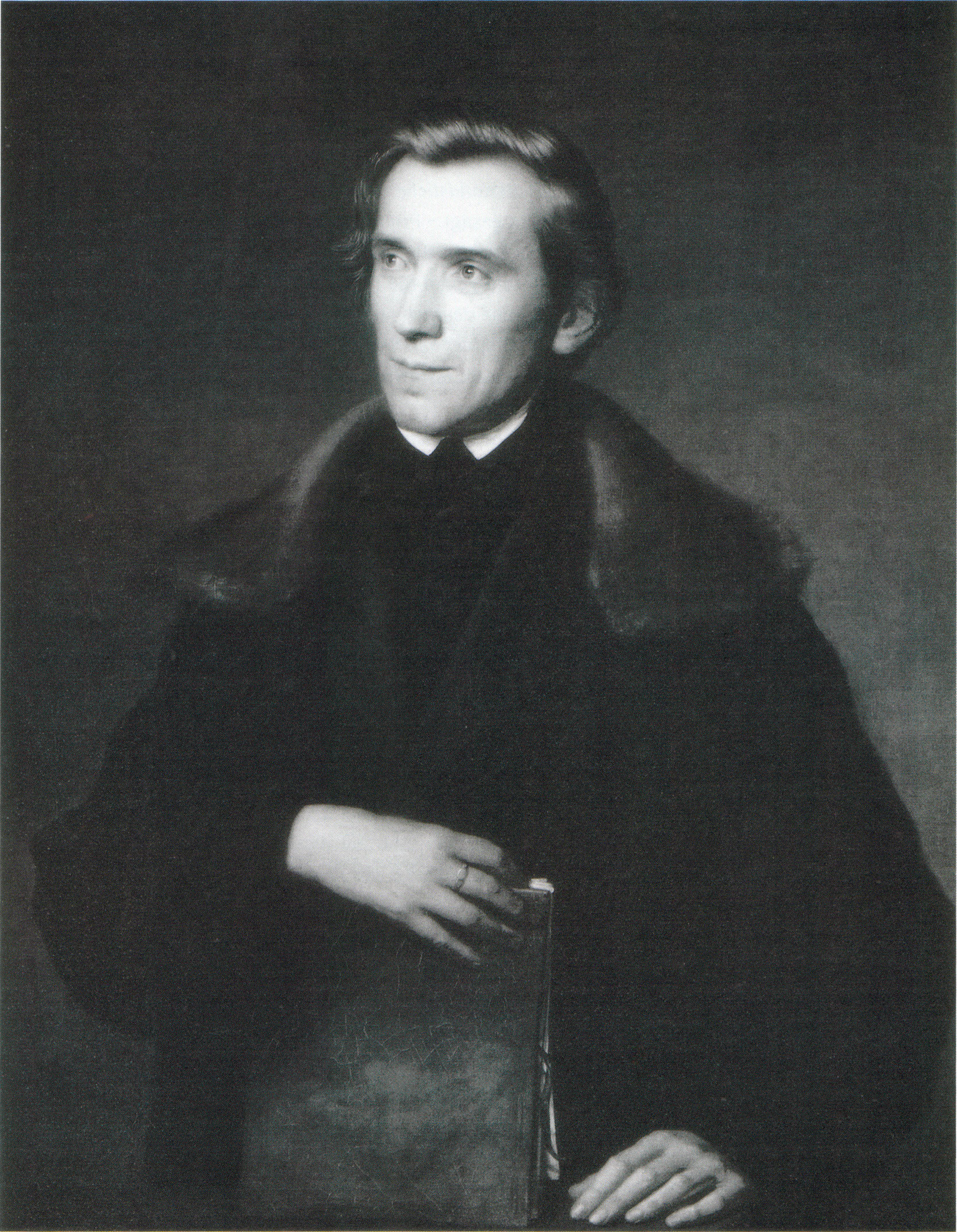
Richter v roce 1851

Adrian Ludwig Richter (28. září 1803 Friedrichstadt (Drážďany) – 19. června 1884 Loschwitz) byl německý malíř a ilustrátor období romantismu.

## Život
Ludwig se narodil ve vesnici Friedrichstadt na levém břehu Labe. Roku 1835 byla obec připojena k Drážďanům. Jeho otec Carl August byl malíř a mědirytec a syna v oboru vzdělával. V roce 1816 byl Ludwig přijatý na drážďanskou akademii. V letech 1820–1821 pobýval ve službách ruského komořího Alexandra Naryškina v jižní Francii a v Paříži. Pro Naryškina pracoval jako kreslíř.
Pro jeho umělecký vývoj byla důležitá cesta do Itálie, kterou podnikl v letech 1823 až 1826. Umožnila ji finanční podpora otcova přítele, nakladatele Johanna Christopha Arnolda. V Římě poznal Julia Schnorra z Carolsfeldu a Josepha Antona Kocha, jejichž tvorba ho velmi ovlivnila. Výsledkem Richterova putování po Itálii bylo několik krajinomaleb, které namaloval až po svém návratu domů. Patří k nim Civitella (Ráno), Ariccia (Večer) či Ráno u Palestriny. Na Civitelle vyobrazil také svou manželku Augustu rozenou Freudenbergovou (1804–1854), se kterou uzavřel sňatek v listopadu 1827. Richter tudíž musel pro svou rodinu získat stálý příjem, a tak v roce 1828 přijal místo učitele kreslení v míšeňské porcelánce.
Odloučenost od výtvarných center ho však neuspokojovala. Když se v roce 1826 na drážďanské Akademii po otci uvolnilo místo učitele malířství se specializací na krajinomalbu a znázornění zvířat, vrátil se domů. Dalším zdrojem jeho příjmů bylo vytváření předloh pro dřevořezy knížek, které v Lipsku vydával Georg Wigand. Richterova kariéra na Akademii měla vzestupnou tendenci: roku 1840 se stal vedoucím ateliéru krajinomalby, rok nato byl jmenován profesorem a v roce 1853 byl zvolen do akademické rady. Své alma mater zůstal věrný po zbytek života – do důchodu odešel až v roce 1876.
Na Světové výstavě roku 1855 v Paříži získal Richter cenu za obraz Svatební průvod na jaře z roku 1847, inspirovaný operou Richarda Wagnera Tannhäuser. Koncem 50. let se u malíře začalo projevovat oční onemocnění, které ho postupně stále víc omezovalo v tvorbě. V roce 1859 obdržel čestný doktorát od Lipské univerzity.
Z podnětu svého přítele a sběratele Eduarda Cichoria (1819–1907) začal v roce 1869 Richter sepisovat své paměti, které však vyšly až posmrtně pod názvem Lebenserinnerungen eines deutschen Malers. Kniha naposledy vyšla v roce 1922.
Na konci života se Richterovi dostalo několika veřejných poct. Dne 9. března 1876 pro něj uspořádala drážďanská umělecká veřejnost velkou slavnost spojenou s průvodem městem. O dva roky později, při příležitosti 75. narozenin, obdržel čestné občanství Drážďan a byly mu uspořádány výstavy v Lipsku a Berlíně. V té době už byl umělec takřka slepý. Zemřel v Drážďanech 19. června 1884. Pohřbený byl na Vnějším katolickém hřbitově ve svém rodném městě.

## Richter a Čechy

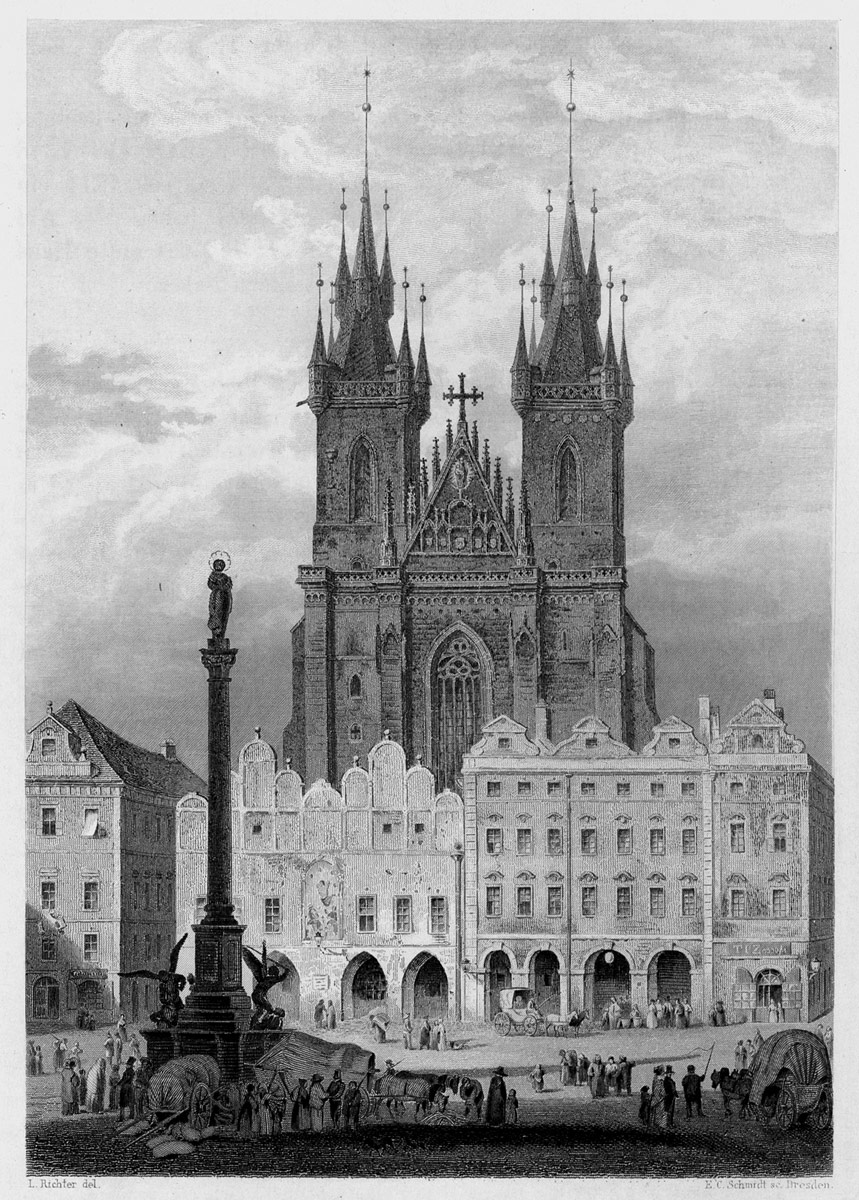
Staroměstské náměstí roku 1841, oceloryt podle Richtera

Richter se na českou stranu Krušnohoří dostal už jako patnáctiletý. Doprovázel svého otce, který v krajině okolo Ústí nad Labem kreslil předlohy pro album 70 mahlerische An- und Aussichten der Umgegend von Dresden, které v roce 1820 vydal již zmíněný Johann Christoph Arnold. V létě 1834 plánoval Richter další cestu do Itálie. Poněvadž jeho manželka prodělávala rekonvalescenci po těžké nemoci, rozhodl se podniknout cestu do blízkých severních Čech, kterou popsal i ve svých pamětech. Z této cesty se dochovaly kresby s náměty zejména z Ústecka. Obzvláště zřícenina Střekova ho nepřestávala fascinovat. Tato labská dominanta se stala námětem několika skic a olejomaleb. Z roku 1835 např. pochází plátno Začínající bouře nad Střekovem. České středohoří Richtera přitahovalo. Je doloženo kolem dvaceti jeho pobytů v Čechách. Někdy jezdil sám, jindy se svými žáky z Akademie. Ve svých pamětech píše o návštěvách Krupky, Bohosudova, Sebuzína či hradu Kamýka. Naposledy Ústí nad Labem navštívil v roce 1875.
K jeho nejznámějším obrazům patří Přívoz pod Střekovem (Überfahrt am Schreckenstein) z roku 1837. Obraz má monumentální rozměry 116,5x156,5 cm a je uchováván v Drážďanech v Galerie Neue Meister. Vlevo na skále se nachází střekovská zřícenina, uprostřed na Labi pluje loďka s převozníkem a cestujícími, v horní části obrazu je obloha zlatavě zbarvená zapadajícím sluncem. Obraz má mnoho významových poloh. Richter ho koncipoval v přeneseném slova smyslu jako "hudební obraz". Akustický rozměr přináší šum vodního proudu, údery převozníkových vesel o hladinu ale především harfenistova hra. Jedním z aspektů obrazu je protiklad mládí a stáří, symbolizovaný letitým harfenistou a mileneckým párem na loďce. Richter na loďku umístil i sám sebe v podobě malíře hledícího na hrad. Jedním z inspiračních zdrojů obrazu byla báseň Theodora Körnera Střekov a Labe.

## Dílo

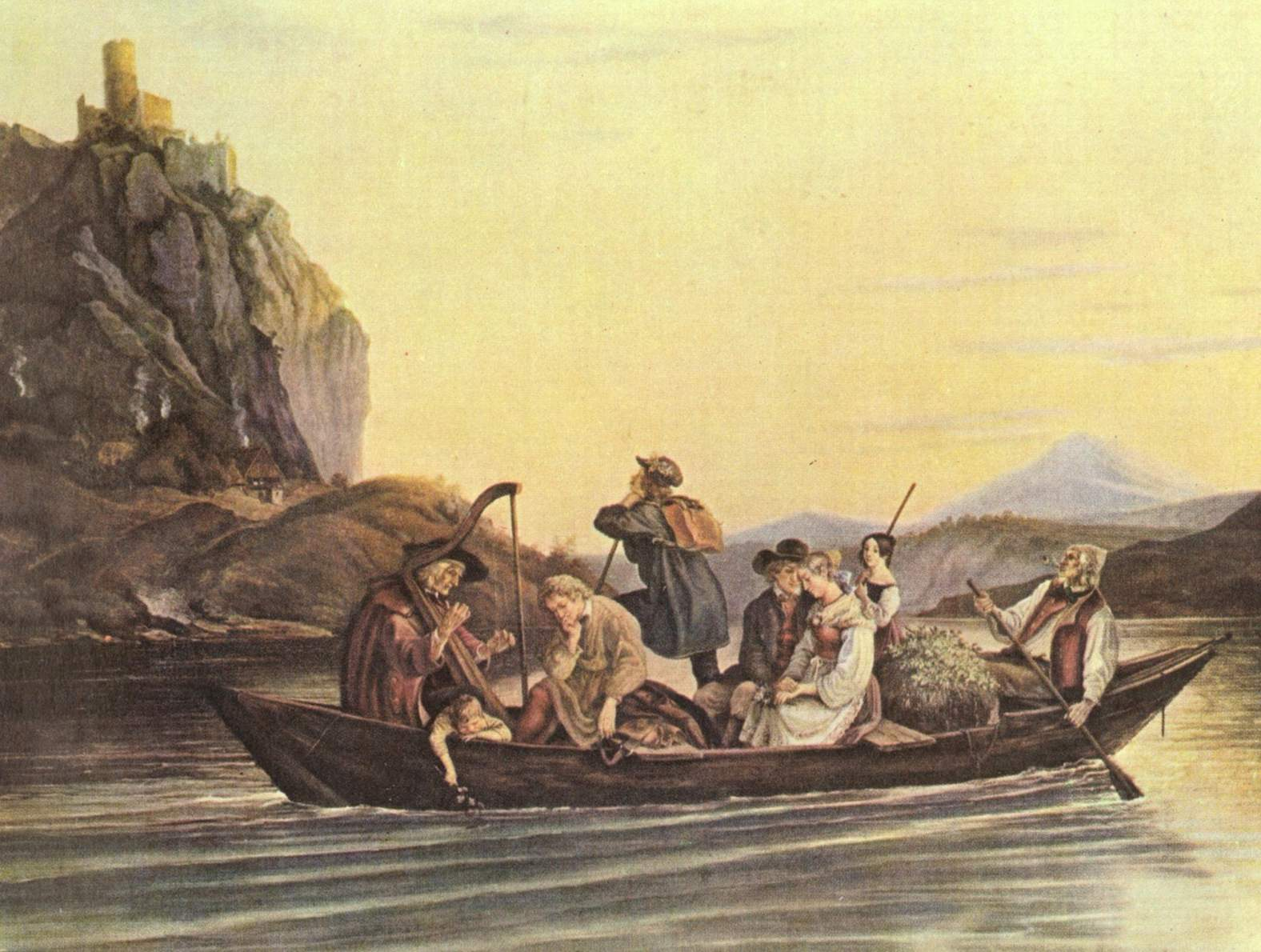
Přívoz pod Střekovem, 1837

Richterovo malířské dílo patří bytostně do romantismu. Proslavil se paradoxně právě tím, ačkoliv v souhrnu jeho tvorby tvoří výraznou menšinu. Po delší odmlce namaloval v roce 1847 obraz Svatební průvod na jaře a pak, opět z popudu Eduarda Cichoria, roku 1859 plátno V červnu. To byla jeho poslední olejomalba. Nejvíce olejů, celkem jedenáct, vlastní a vystavuje drážďanská Galerie Neue Meister. Richter si velmi cenil svého předchůdce, o generaci staršího Caspara Davida Friedricha. O jeho obrazech prohlásil: Otřesou námi, pak náhle přetnou nit a přenechají nás našim zjitřeným citům.
Těžiště Richterovy práce ale spočívalo v grafice, která sloužila jako ilustrace k různým knížkám lidového čtení, sbírkám básní a písní či pohádkám. Odhaduje se, že Richter vytvořil kolem tří tisíc dřevorytů. Znázornil v nich biedermeierovskou atmosféru tehdejších německých zemí. Mezi jeho žáky patřil například fotograf Hermann Krone. Národní galerie v Praze vlastní jeden Richterův obraz, a to Chrám Minervy v Římě.

## Galerie

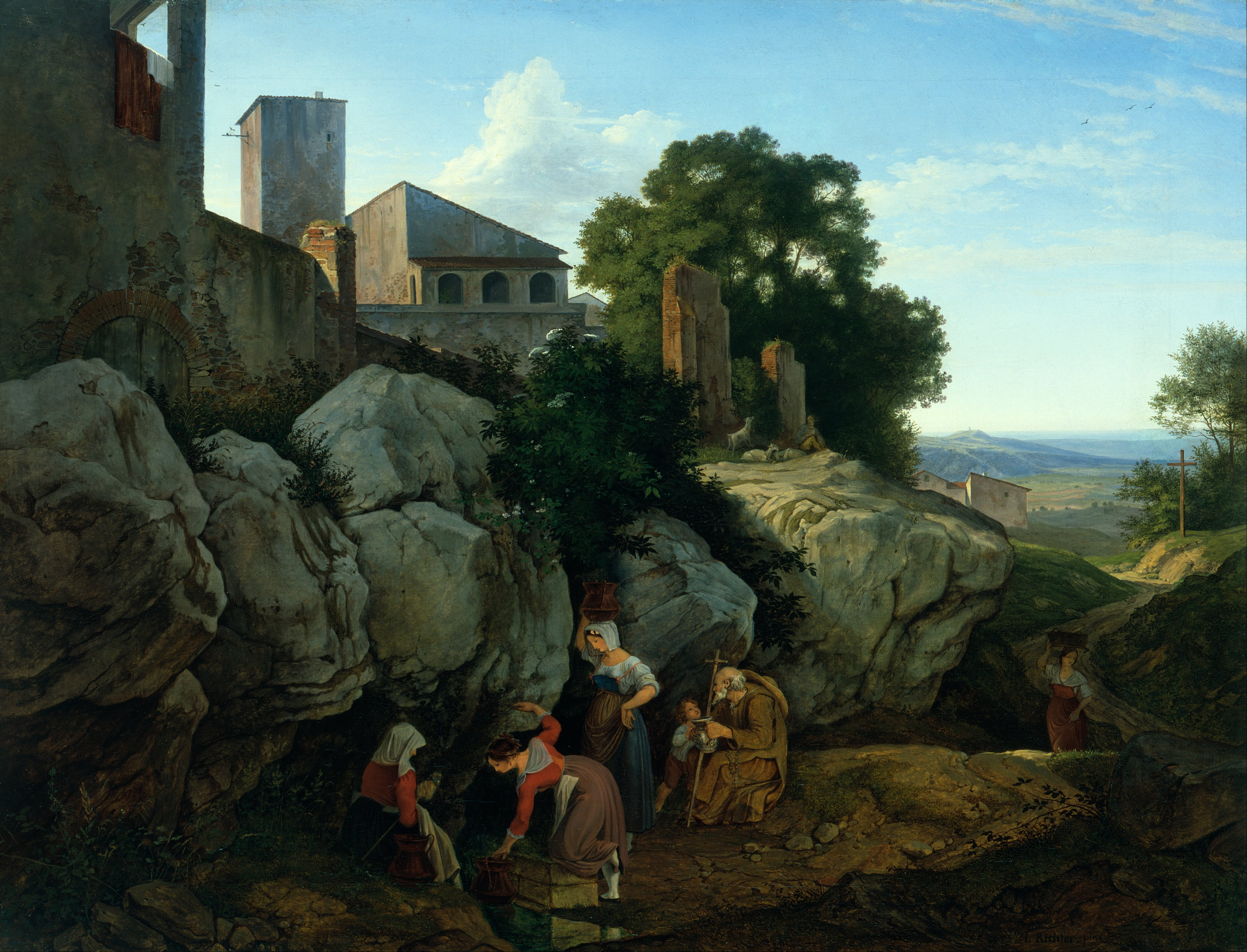
Ariccia (Ráno), 1928
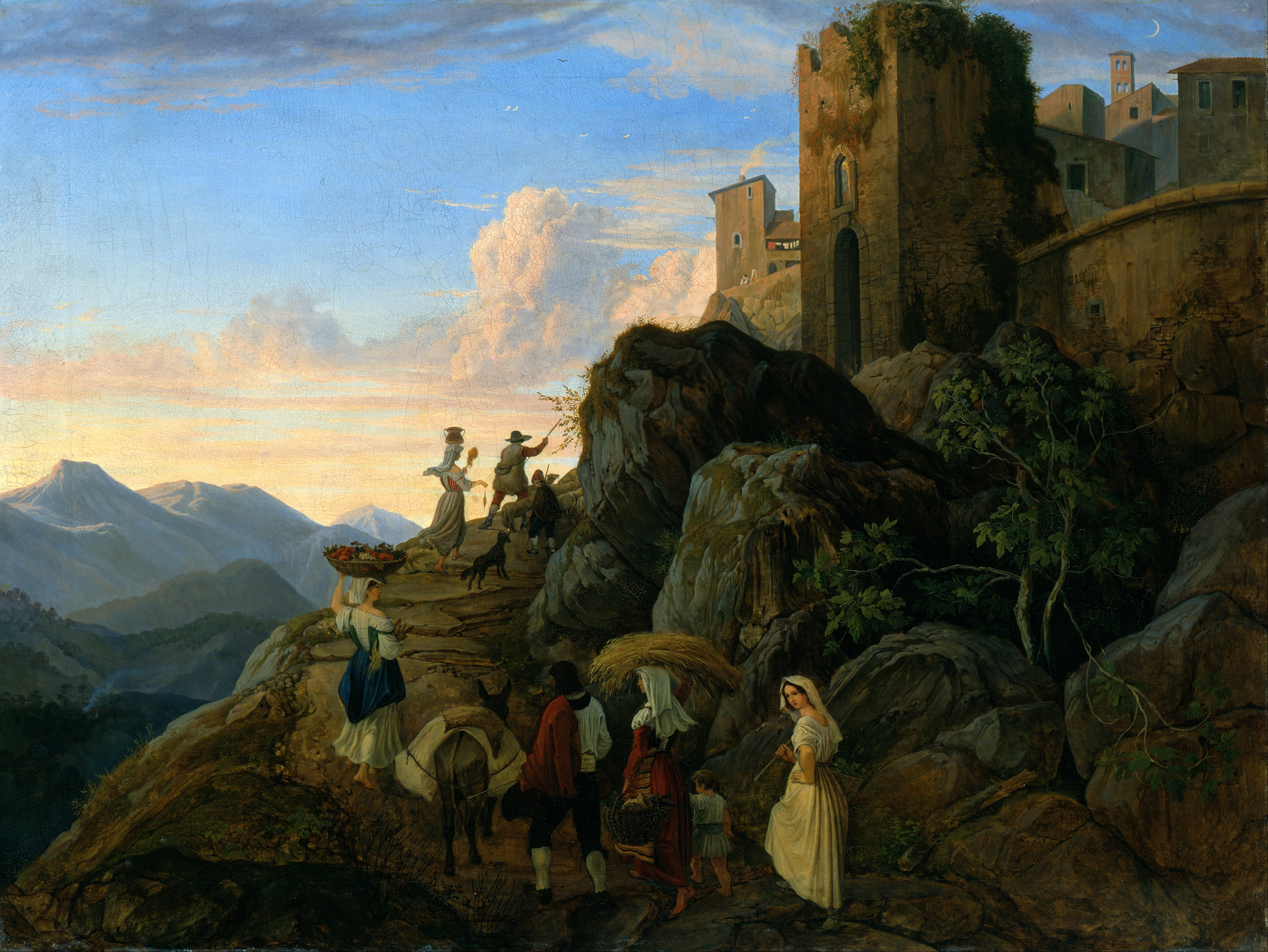
Civitella (Večer), 1928
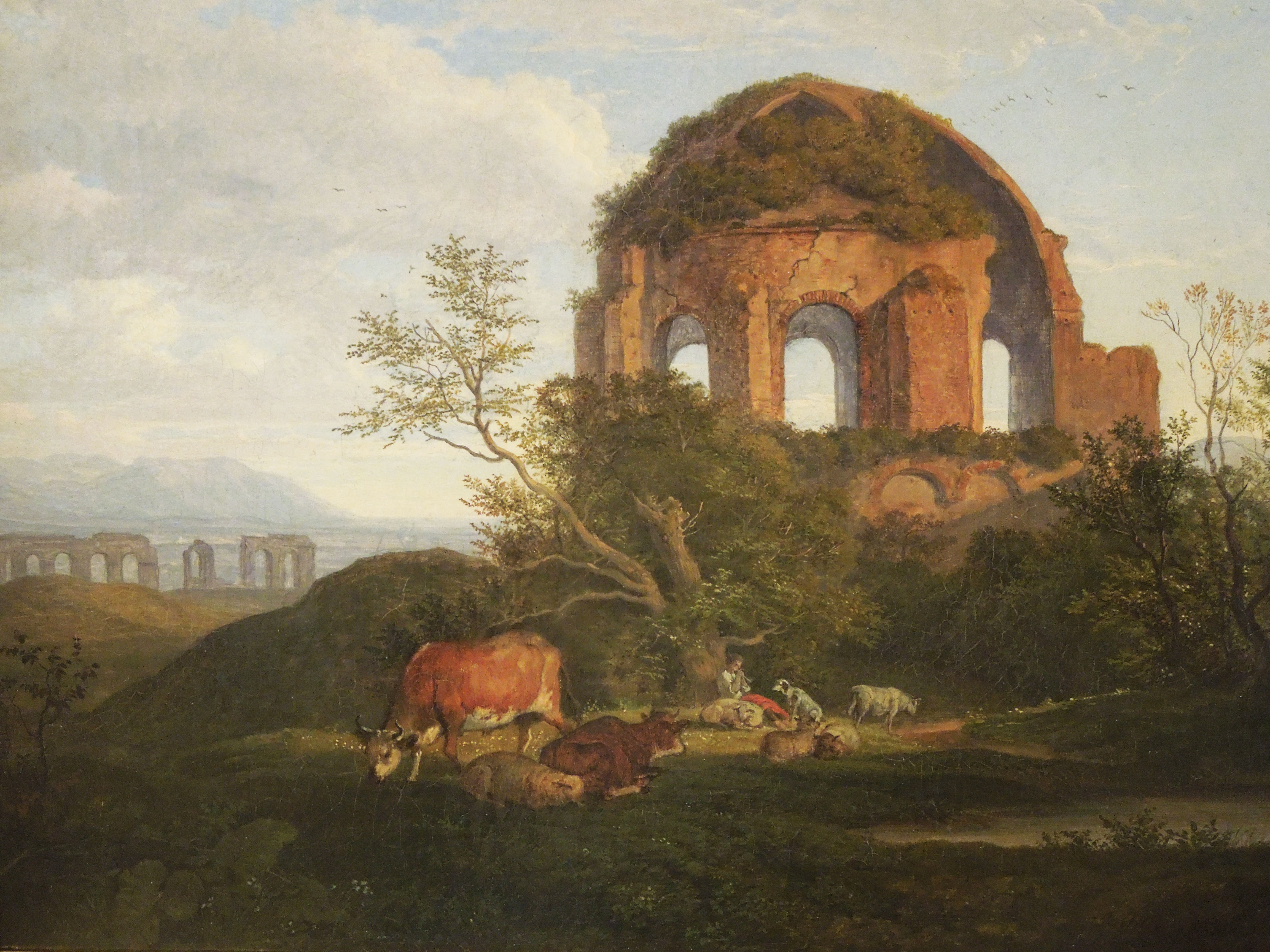
Chrám Minervy v Římě, 1830
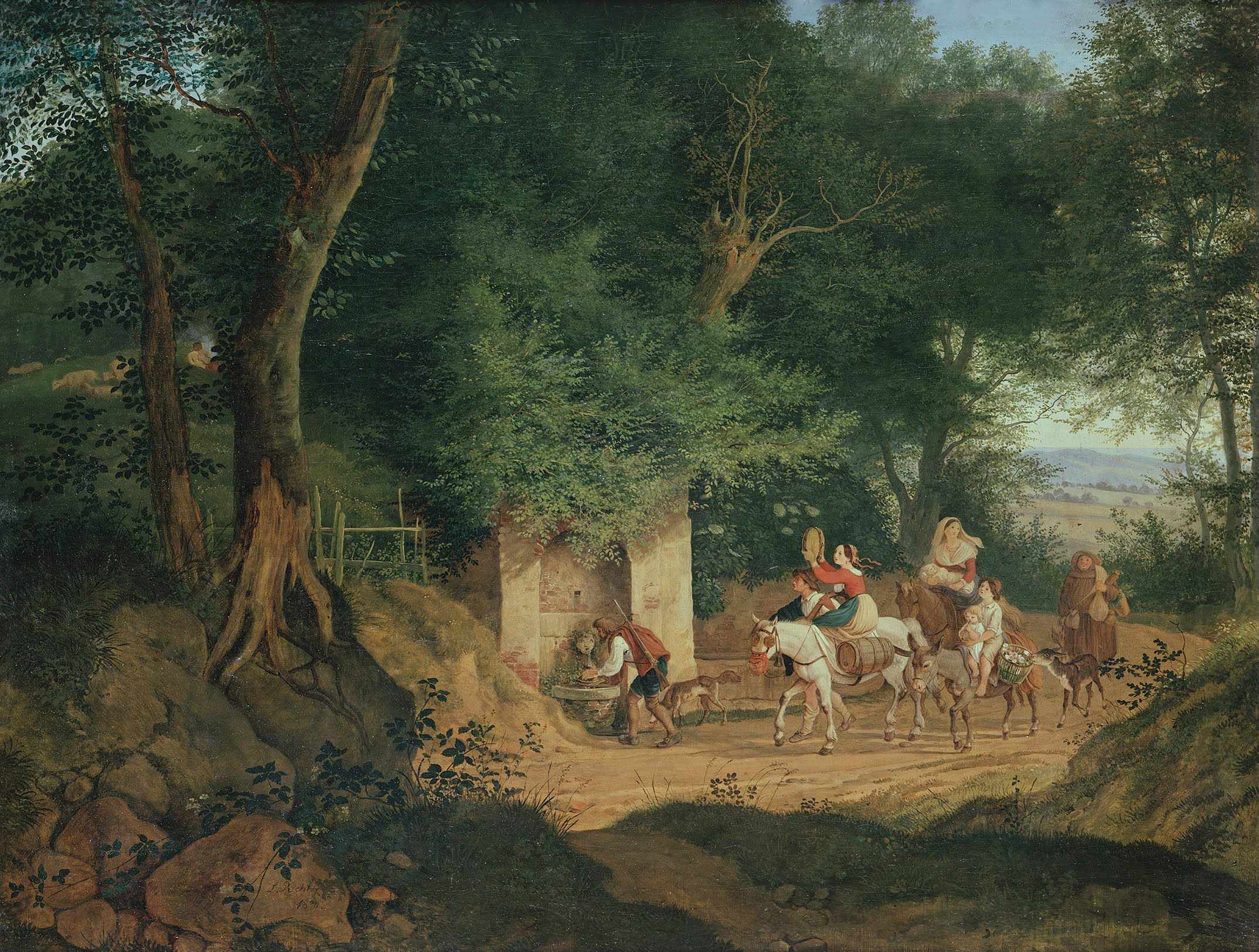
Lesní pramen u Ariccie, 1831
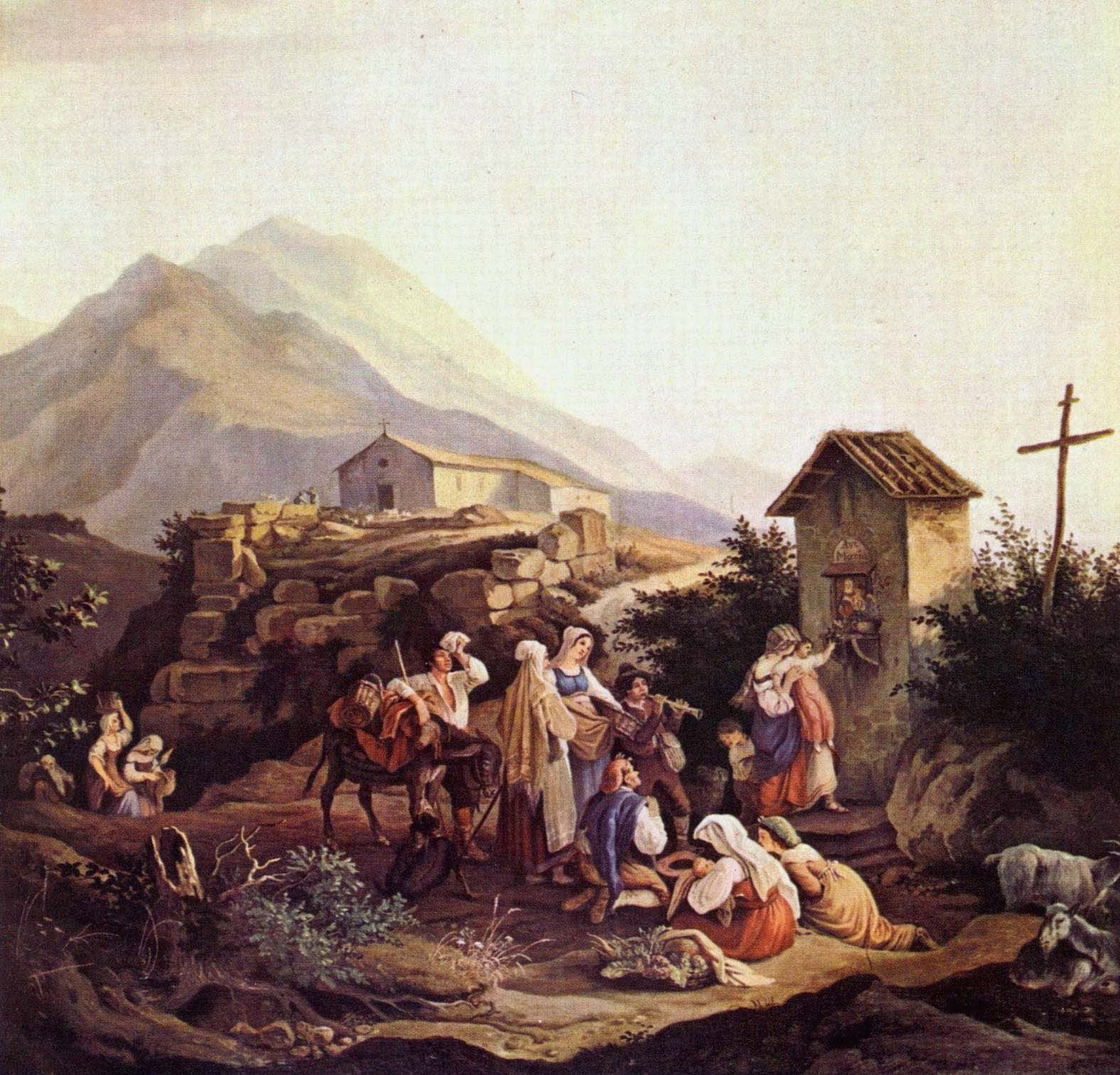
Ave Maria, 1834
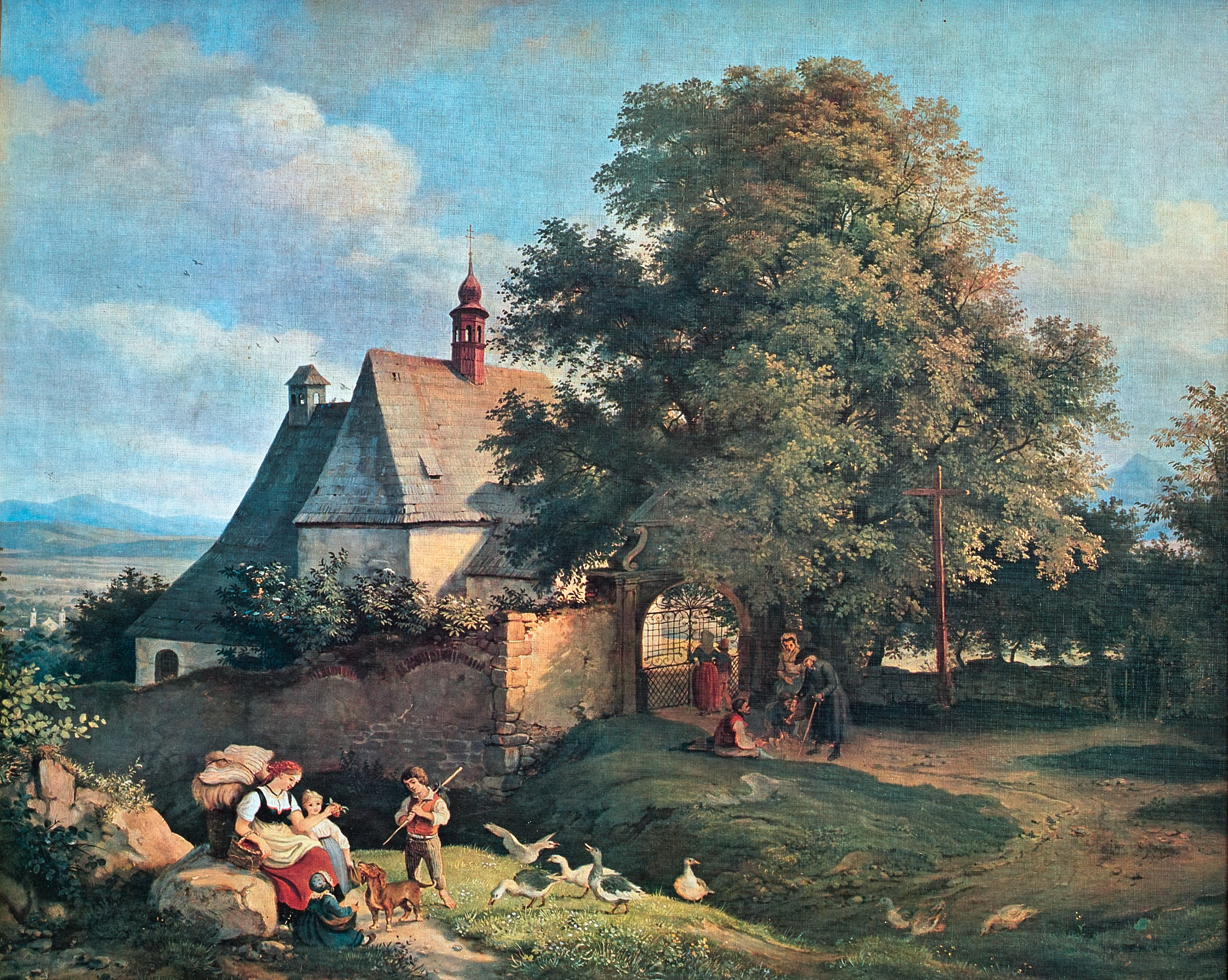
Kostel sv. Anny v Krupce, 1836
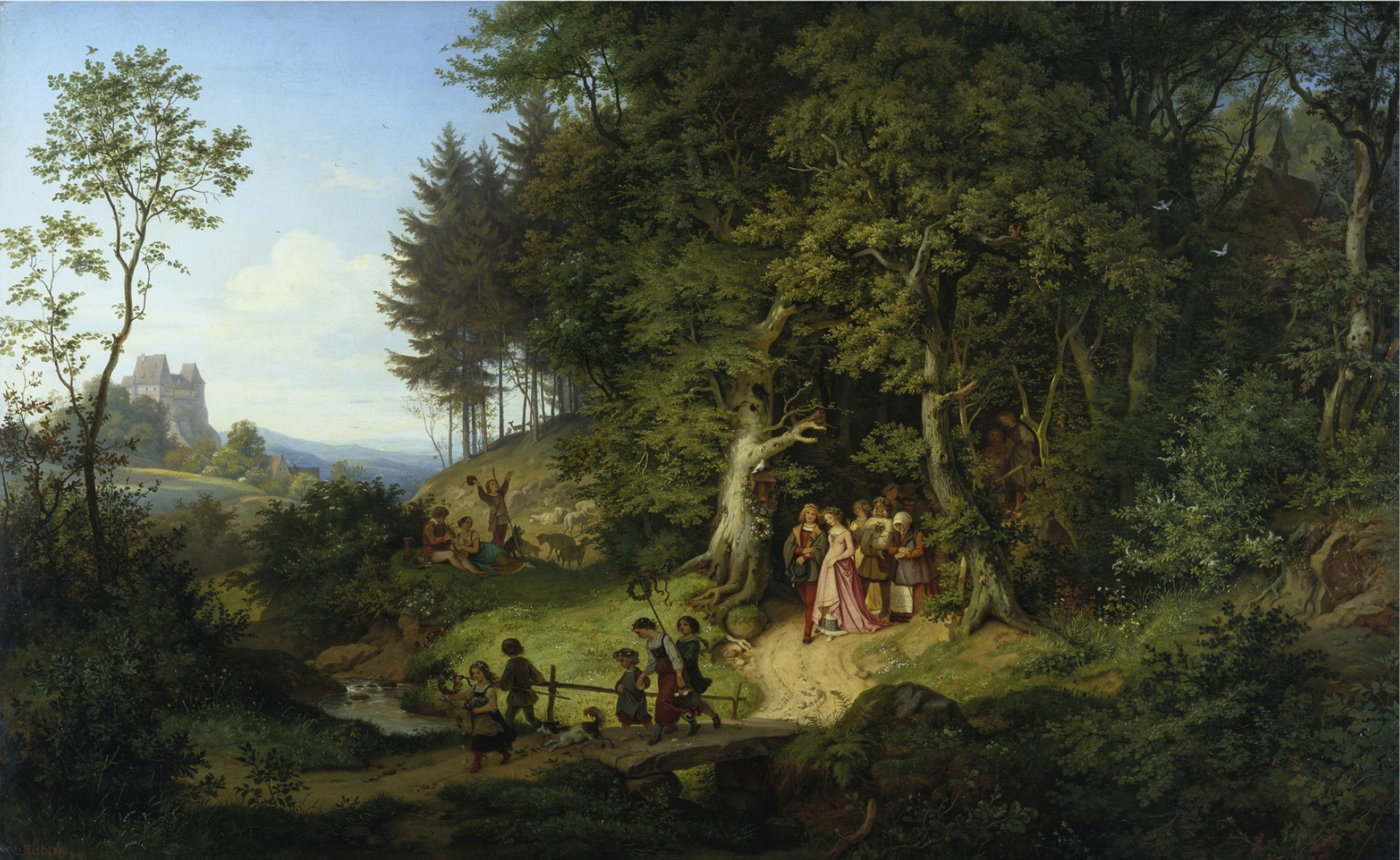
Svatební průvod na jaře, 1847
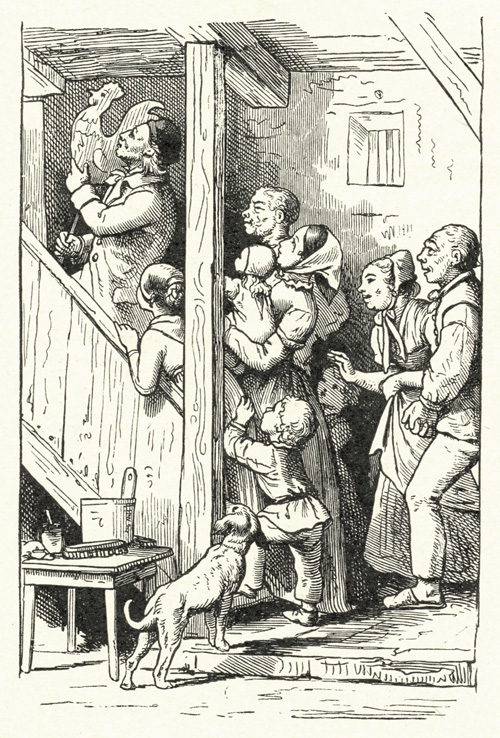
Ilustrace ke knize Eduarda Mörika Der alte Turmhahn, 1855